# Club Deportivo Elemental Torrebalonmano
El Club Deportivo Elemental Torrebalonmano, conocido actualmente como Bathco Balonmano Torrelavega por motivos de patrocinio, es un equipo español de balonmano fundado en 2002 con sede en la ciudad cántabra de Torrelavega.
El club era un habitual en las categorías territoriales hasta que en el año 2004 logró el ascenso a Primera Nacional, categoría a la que perteneció hasta que consiguió ascender a la División de Honor Plata, en la que se estrenó en la temporada 2009/10. En mayo de 2021 ascendió por primera vez a la Liga Asobal, por lo que se convirtió en el cuarto equipo cántabro en alcanzar la máxima categoría del balonmano español después del G. D. Teka, el Clubasa y el Sinfín.
En 2024 logró el mayor hito de su historia al convertirse en subcampeón de la Copa del Rey, tras en la final ante el Barcelona.

## Plantilla 2024-25
|  | Porteros - 12 Carlos Calle - 16 Abraham González - 62 Leonardo Terçariol Extremos izquierdos - 06 Miguel de Cos - 10 Álex Rubiño - 32 Ángel Fernández Extremos derechos - 03 Antonio Torres - 14 Javier Muñoz - 25 Facundo Cangiani Pívots - 04 Márcio Silva - 19 Borja Lombilla - 24 Jokin Aja - 88 Diego Gándara | Laterales izquierdos - 11 Carlos Gómez - 15 Juanjo Fernández - 18 Jakub Prokop - 30 Pedro Berrio Centrales - 21 Isidoro Martínez - 26 Marko Jurkovic - 77 Nicolai Colunga Laterales derechos - 07 Guilherme Linhares - 28 Oswaldo Maestro |

### Cuerpo técnico
- Entrenador: Álex Mozas
- Ayte. Entrenador Javier Campo
- Ayte. Entrenador Alberto Pérez
- Delegado: Eloy Cayón
- Delegado: Prudencio Arrizabalaga
- Preparador Físico: Ignacio Torrescusa
- Fisioterapeuta: Álvaro Leiva
- Médico: Pedro Vicente Del Moral

## Historial de temporadas
| Temporada | Categoría               | Puesto        | Notas           |
| --------- | ----------------------- | ------------- | --------------- |
| 2002-03   | Segunda Nacional        |               |                 |
| 2003-04   | Segunda Nacional        | 1.º           | Ascenso         |
| 2004-05   | Primera Nacional        | 9.º (Grupo A) |                 |
| 2005-06   | Primera Nacional        | 3.º (Grupo B) |                 |
| 2006-07   | Primera Nacional        | 8.º (Grupo B) |                 |
| 2007-08   | Primera Nacional        | 2.º (Grupo B) |                 |
| 2008-09   | Primera Nacional        | 1.º (Grupo B) | Ascenso         |
| 2009-10   | División de Honor Plata | 11.º          |                 |
| 2010-11   | División de Honor Plata | 15.º          |                 |
| 2011-12   | División de Honor Plata | 10.º          |                 |
| 2012-13   | División de Honor Plata | 7.º           |                 |
| 2013-14   | División de Honor Plata | 10.º          |                 |
| 2014-15   | División de Honor Plata | 14.º          | Descenso        |
| 2015-16   | Primera Nacional        | 1.° (Grupo B) | Ascenso         |
| 2016-17   | División de Honor Plata | 6.º           | Fase de ascenso |
| 2017-18   | División de Honor Plata | 7.º           |                 |
| 2018-19   | División de Honor Plata | 3.º           | Fase de ascenso |
| 2019-20   | División de Honor Plata | 3.º           |                 |
| 2020-21   | División de Honor Plata | 1.º           | Ascenso         |
| 2021-22   | Liga Asobal             | 11.º          |                 |
| 2022-23   | Liga Asobal             | 6.°           |                 |
| 2023-24   | Liga Asobal'            | 11.º          |                 |

## Palmarés
| Competición                            | Títulos                               | Subcampeonatos     |
| -------------------------------------- | ------------------------------------- | ------------------ |
| Copa del Rey (0/1)                     |                                       | 2023-24.           |
| División de Honor Plata (1/0)          | 2020-21.                              |                    |
| Fase de Ascenso a la Liga Asobal (0/1) |                                       | 2019.              |
| Primera Nacional (2/1)                 | 2008-09 (Grupo B), 2015-16 (Grupo B). | 2007-08 (Grupo B). |
| Segunda División (1/0)                 | 2003-04.                              |                    |